# ギャンブリングホール
『ギャンブリングホール』は、オーイシマサヨシの13作目のシングル。2024年11月6日にポニーキャニオンより発売された。

## 概要
前作『なまらめんこいギャル』以来約9か月ぶりのリリースとなる。
表題曲は、テレビアニメ『凍牌～裏レート麻雀闘牌録～』のオープニングテーマとして書き下ろされた楽曲となっており、カップリングには、スマートフォン向けアプリゲーム『アズールレーン』7周年記念ソングとして書き下ろした「Sea of Wonderland」と、テレビドラマ『サバエとヤッたら終わる』のオープニング主題歌で、2024年8月12日にデジタルシングルとしてリリースされていた「あとの祭り」が収録されている。
表題曲は、2024年10月5日に先行配信され同日、深津昌和監督による東雲うみが出演したミュージックビデオが公開された。

## 収録曲
| 全作詞・作曲: 大石昌良。 |                                        |           |            |               |      |
| #                        | タイトル                               | 作詞      | 作曲・編曲 | 編曲          | 時間 |
| 1.                       | 「ギャンブリングホール」               | 大石昌良  | 大石昌良   | 大石昌良      | 3:21 |
| 2.                       | 「Sea of Wonderland」                  | 大石昌良  | 大石昌良   | 大石昌良、eba | 4:20 |
| 3.                       | 「あとの祭り」                         | 大石昌良  | 大石昌良   | 大石昌良      | 2:53 |
| 4.                       | 「ギャンブリングホール」(TV edit.)     | 大石昌良  | 大石昌良   |               | 1:34 |
| 5.                       | 「あとの祭り」(TV edit.)               | 大石昌良  | 大石昌良   |               | 1:12 |
| 6.                       | 「ギャンブリングホール」(Instrumental) | 大石昌良  | 大石昌良   |               | 3:21 |
| 7.                       | 「Sea of Wonderland」(Instrumental)    | 大石昌良  | 大石昌良   |               | 4:20 |
| 8.                       | 「あとの祭り」(Instrumental)           | 大石昌良  | 大石昌良   |               | 2:52 |
| 合計時間:                | 合計時間:                              | 合計時間: | 23:53      |               |      |

| #  | タイトル                                    | 作詞 | 作曲・編曲 |
| -- | ------------------------------------------- | ---- | ---------- |
| 1. | 「ギャンブリングホール」(Official Video)    |      |            |
| 2. | 「あとの祭り」(Official Video)              |      |            |
| 3. | 「ギャンブリングホール」(Behind the Scenes) |      |            |